# Aegialia hybrida
Aegialia hybrida (лат.) — вид жуков из подсемейства пескожилов семейства пластинчатоусых. Распространён в Хабаровском крае, Читинской области и Японии. Длина тела имаго 3,5—4,5 мм. Жуки чёрно-коричневые или коричневые; на наличнике имеется узкая кайма. По типу питания является сапро-копрофагом. Встречается кедрово-широколиственных, пойменных, мелколиственных лесах и на лугах. Жуки встречаются с июня по август.